# Szadek
Szadek is een stad in het Poolse woiwodschap Łódź, gelegen in de powiat Zduńskowolski. De oppervlakte bedraagt 17,99 km², het inwonertal 2050 (2005).

## Verkeer en vervoer
- Station Szadek